# Villa barbiventris
Villa barbiventris är en tvåvingeart som först beskrevs av Camillo Rondani 1868.  Villa barbiventris ingår i släktet Villa och familjen svävflugor. Inga underarter finns listade i Catalogue of Life.